# Градски стадион (Вроцлав)
Градски стадион (на полски: Stadion Miejski) във Вроцлав, Полша е футболен стадион от най-високата четвърта категория, построен за Евро 2012. Съоръжението се намира в западната част на града. Това е официалният стадион на футболния отбор Шльонск Вроцлав, който се състезава в полската Екстракласа. Стадионът има капацитет от 42 771 седящи места, всички покрити с покрив.
Граският стадион във Вроцлав е вторият най-голям в Екстракласа и четвъртият в страната. Строежът на стадиона започна през април 2009 и завърши през септември 2011 г.
Откриването се състоя на 10 септември 2011 с боксов мач между Томаш Адамек и Виталий Кличко за титлата WBC в тежка категория. Първият футболен мач между Шльонск Вроцлав и Лехия Гданск се изиграва на 10 октомври 2011. Шльонск печели срещата с 1 – 0.

## Евро 2012
Три мача от група А на Евро 2012 се изиграха на стадиона.
| Дата        | час (CEST) | Отбор #1 | Резултат | Отбор #2 | Фаза    | Голмайстори                                                   |
| ----------- | ---------- | -------- | -------- | -------- | ------- | ------------------------------------------------------------- |
| 8 юни 2012  | 20:45      | Чехия    | 1:4      | Русия    | Група A | Вацлав Пиларж Алан Дзагоев (2) Роман Широков роман Павлюченко |
| 12 юни 2012 | 18.00      | Чехия    | 2:1      | Гърция   | Група A | Петр Ирачек Вацлав Пиларж Теофанис Гекас                      |
| 16 юни 2012 | 20.45      | Полша    | 0:1      | Чехия    | Група A | Петр Ирачек                                                   |